# Municipio de Pulaski (condado de Beaver)
El municipio de Pulaski (en inglés: Pulaski Township) es un municipio ubicado en el condado de Beaver en el estado estadounidense de Pensilvania. En el año 2000 tenía una población de 1.674 habitantes y una densidad poblacional de 788.2 personas por km².

## Geografía
El municipio de Pulaski se encuentra ubicado en las coordenadas 40°43′55″N 80°17′55″O / 40.73194, -80.29861.

## Demografía
Según la Oficina del Censo en 2000 los ingresos medios por hogar en la localidad eran de $28,464 y los ingresos medios por familia eran $33,259. Los hombres tenían unos ingresos medios de $28,795 frente a los $22,174 para las mujeres. La renta per cápita para la localidad era de $14,742. Alrededor del 14,1% de la población estaban por debajo del umbral de pobreza.